# Antônio Houaiss
Antônio Houaiss (né le 15 octobre 1915 à Rio de Janeiro – mort le 7 mars 1999 dans la même ville) est un écrivain, lexicographe, traducteur et diplomate brésilien. Suspecté de communisme, il est mis à la retraite de son poste de diplomate au moment du coup d’État qui, en 1964, met les militaires au pouvoir au Brésil et perd pour dix ans ses droits civils. Revenu en grâce avec le retour au gouvernement civil, il occupe le poste de ministre de la culture du gouvernement Itamar Franco entre octobre 1992 et septembre 1993.
Il est issu d'une famille libanaise émigrée au Brésil. Il est très vite connu pour sa traduction d'Ulysse de James Joyce et pour avoir supervisé la rédaction d'un dictionnaire en langue portugaise, Dicionário Houaiss da Língua Portuguesa. Il fut aussi le coéditeur, aux côtés d’Otto Maria Carpeaux, de la Grande Enciclopédia Delta-Larousse.
Antônio Houaiss est membre de l'Académie brésilienne des lettres de 1971 à sa mort, en étant le président en 1996.